# Unbroken and Unplugged
Unbroken and Unplugged —en español: «Intacto y Acústico»— es el segundo EP de la banda de rock cristiano Fireflight. Fue lanzado de forma independiente el 8 de septiembre de 2009 para mantener a los fanes hasta el lanzamiento de su tercer álbum de estudio de larga duración For Those Who Wait que fue lanzado el 9 de febrero de 2010. Cuenta con cinco canciones acústicas nuevamente grabadas de sus dos primeros álbumes en Flicker Records.

## Lista de canciones
| Standard Edition |                            |          |  |
| N.º              | Título                     | Duración |  |
| 1.               | «Stand Up (acoustic)»      | 3:32     |  |
| 2.               | «Brand New Day (acoustic)» | 3:51     |  |
| 3.               | «Forever (acoustic)»       | 4:07     |  |
| 4.               | «Unbreakable (acoustic)»   | 4:05     |  |
| 5.               | «You Decide (acoustic)»    | 3:01     |  |